# Schizotricha heteromera
Schizotricha heteromera is een hydroïdpoliep uit de familie Halopterididae. De poliep komt uit het geslacht Schizotricha. Schizotricha heteromera werd in 2005 voor het eerst wetenschappelijk beschreven door Peña Cantero & Vervoort. 